# Valentin Crețu
Valentin Iulian Crețu (Buzău, 2 gennaio 1989) è un calciatore rumeno, difensore del FCSB.

## Statistiche

### Presenze e reti nei club
Statistiche aggiornate al 2 luglio 2025.
| Stagione                 | Squadra                   | Campionato               | Campionato | Campionato | Coppe nazionali | Coppe nazionali | Coppe nazionali | Coppe continentali | Coppe continentali | Coppe continentali | Altre coppe | Altre coppe | Altre coppe | Totale | Totale |
| Stagione                 | Squadra                   | Comp                     | Pres       | Reti       | Comp            | Pres            | Reti            | Comp               | Pres               | Reti               | Comp        | Pres        | Reti        | Pres   | Reti   |
| ------------------------ | ------------------------- | ------------------------ | ---------- | ---------- | --------------- | --------------- | --------------- | ------------------ | ------------------ | ------------------ | ----------- | ----------- | ----------- | ------ | ------ |
| 2008-gen. 2009           | Gloria Buzău              | L1                       | 2          | 0          | CR              | 1               | 0               |                    | -                  | -                  |             | -           | -           | 3      | 0      |
| gen.-giu. 2009           | Râmnicu Sărat             | L3                       | 16         | 0          |                 | -               | -               |                    | -                  | -                  |             | -           | -           | 16     | 0      |
| lug.-set. 2009           | Gloria Buzău              | L2                       | 1          | 0          |                 | -               | -               |                    | -                  | -                  |             | -           | -           | 1      | 0      |
| Totale Gloria Buzău      | Totale Gloria Buzău       | Totale Gloria Buzău      | 3          | 0          |                 | 1               | 0               |                    |                    |                    |             |             |             | 4      | 0      |
| set. 2009-2010           | Concordia Chiajna         | L2                       | 19         | 0          |                 | -               | -               |                    | -                  | -                  |             | -           | -           | 19     | 0      |
| 2010-2011                | Concordia Chiajna         | L2                       | 23         | 0          |                 | -               | -               |                    | -                  | -                  |             | -           | -           | 23     | 0      |
| 2011-2012                | Rapid Bucarest            | L1                       | 11         | 0          | CR              | 3               | 0               | UEL                | 1                  | 0                  |             | -           | -           | 15     | 0      |
| 2012-gen. 2013           | Concordia Chiajna         | L1                       | 14         | 0          | CR              | 1               | 0               |                    | -                  | -                  |             | -           | -           | 15     | 0      |
| gen.-mar. 2013           | Beroe                     | PFL                      | 0          | 0          |                 | -               | -               |                    | -                  | -                  |             | -           | -           | 0      | 0      |
| mar.-giu. 2013           | Săgeata Năvodari          | L2                       | 0          | 0          |                 | -               | -               |                    | -                  | -                  |             | -           | -           | 0      | 0      |
| 2013-2014                | Concordia Chiajna         | L1                       | 16         | 1          | CR              | 1               | 0               |                    | -                  | -                  |             | -           | -           | 17     | 1      |
| Totale Concordia Chiajna | Totale Concordia Chiajna  | Totale Concordia Chiajna | 72         | 1          |                 | 2               | 0               |                    |                    |                    |             |             |             | 74     | 1      |
| 2014-2015                | Gaz Metan Mediaș          | L1                       | 26         | 0          | CR+CdL          | 1+1             | 0               |                    | -                  | -                  |             | -           | -           | 28     | 0      |
| 2015-gen. 2016           | Gaz Metan Mediaș          | L2                       | 6          | 0          |                 | -               | -               |                    | -                  | -                  |             | -           | -           | 6      | 0      |
| gen.-giu. 2016           | Energie Cottbus           | 3.L                      | 12         | 0          |                 | -               | -               |                    | -                  | -                  |             | -           | -           | 12     | 0      |
| 2016-2017                | Gaz Metan Mediaș          | L1                       | 36         | 0          | CR              | 2               | 0               |                    | -                  | -                  |             | -           | -           | 38     | 0      |
| 2017-gen. 2018           | SSU Politehnica Timișoara | L1                       | 16         | 0          | CR              | 2               | 0               |                    | -                  | -                  |             | -           | -           | 18     | 0      |
| gen.-giu. 2018           | Gaz Metan Mediaș          | L1                       | 16         | 0          | CR              | 3               | 0               |                    | -                  | -                  |             | -           | -           | 19     | 0      |
| 2018-2019                | Gaz Metan Mediaș          | L1                       | 33         | 1          | CR              | 1               | 0               |                    | -                  | -                  |             | -           | -           | 34     | 1      |
| lug.-aug. 2019           | Gaz Metan Mediaș          | L1                       | 3          | 0          |                 | -               | -               |                    | -                  | -                  |             | -           | -           | 3      | 0      |
| Totale Gaz Metan Mediaș  | Totale Gaz Metan Mediaș   | Totale Gaz Metan Mediaș  | 120        | 1          |                 | 8               | 0               |                    |                    |                    |             |             |             | 128    | 1      |
| aug. 2019-2020           | FCSB                      | L1                       | 26         | 0          | CR              | 5               | 0               | UEL                | 4                  | 0                  |             | -           | -           | 35     | 0      |
| 2020-2021                | FCSB                      | L1                       | 29         | 0          | CR              | 1               | 0               | UEL                | 2                  | 0                  | SR          | 1           | 0           | 33     | 0      |
| 2021-2022                | FCSB                      | L1                       | 28         | 0          | CR              | 1               | 0               | UECL               | 2                  | 0                  |             | -           | -           | 31     | 0      |
| 2022-2023                | FCSB                      | L1                       | 17         | 0          | CR              | 1               | 0               | UECL               | 6                  | 0                  |             | -           | -           | 24     | 0      |
| 2023-2024                | FCSB                      | L1                       | 26         | 0          | CR              | 3               | 0               | UECL               | 2                  | 0                  |             | -           | -           | 31     | 0      |
| 2024-2025                | FCSB                      | L1                       | 36         | 1          | CR              | 0               | 0               | UCL+UEL            | 6+11               | 0                  |             | -           | -           | 53     | 1      |
| 2025-2026                | FCSB                      | L1                       | -          | -          | CR              | -               | -               |                    | -                  | -                  |             | -           | -           | -      | -      |
| Totale carriera          | Totale carriera           | Totale carriera          | 412        | 3          |                 | 27              | 0               |                    | 34                 | 0                  |             | 1           | 0           | 474    | 3      |

### Cronologia presenze e reti in nazionale
| Cronologia completa delle presenze e delle reti in nazionale ― Romania | Cronologia completa delle presenze e delle reti in nazionale ― Romania | Cronologia completa delle presenze e delle reti in nazionale ― Romania | Cronologia completa delle presenze e delle reti in nazionale ― Romania | Cronologia completa delle presenze e delle reti in nazionale ― Romania | Cronologia completa delle presenze e delle reti in nazionale ― Romania | Cronologia completa delle presenze e delle reti in nazionale ― Romania | Cronologia completa delle presenze e delle reti in nazionale ― Romania |
| Data                                                                   | Città                                                                  | In casa                                                                | Risultato                                                              | Ospiti                                                                 | Competizione                                                           | Reti                                                                   | Note                                                                   |
| ---------------------------------------------------------------------- | ---------------------------------------------------------------------- | ---------------------------------------------------------------------- | ---------------------------------------------------------------------- | ---------------------------------------------------------------------- | ---------------------------------------------------------------------- | ---------------------------------------------------------------------- | ---------------------------------------------------------------------- |
| 11-11-2020                                                             | Bucarest                                                               | Romania                                                                | 5 – 3                                                                  | Bielorussia                                                            | Amichevole                                                             | -                                                                      | 70’                                                                    |
| 18-11-2020                                                             | Belfast                                                                | Irlanda del Nord                                                       | 1 – 1                                                                  | Romania                                                                | UEFA Nations League 2020-2021 - 1º turno                               | -                                                                      | 64’                                                                    |
| Totale                                                                 |                                                                        | Presenze                                                               | 2                                                                      |                                                                        | Reti                                                                   | 0                                                                      |                                                                        |

## Palmarès

### Club

#### Competizioni nazionali
- Campionato rumeno: 2

FCSB: 2023-2024, 2024-2025
- Coppa di Romania: 1

FCSB: 2019-2020
- Supercoppa di Romania: 2

FCSB: 2024, 2025